# New Radnor
New Radnor är en ort och community i Storbritannien.   Den ligger i kommunen Powys och riksdelen Wales, i den södra delen av landet, 220 km väster om huvudstaden London. 